# Travancore

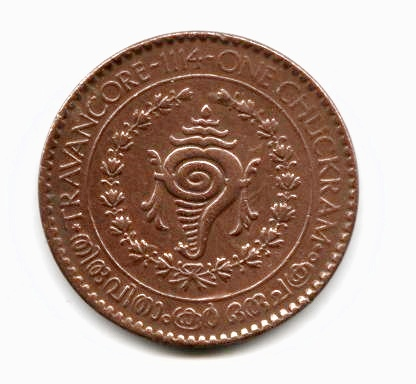
Travancore, Kleinmünze mit Staatswappen; 1 Chuckram

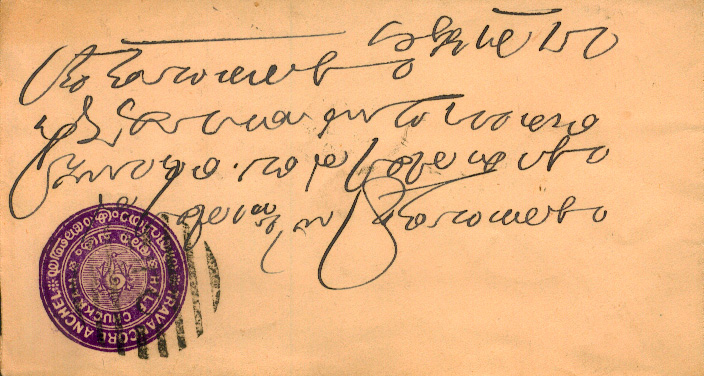
Brief der Travancore-Post (1913)

Travancore (Tiruvitamkur; Malayalam: തിരുവിതാംകൂര്; in älterer eindeutschender Schreibung aus dem Englischen auch Trawankur/Travankur) war ein Fürstenstaat an der Malabarküste im äußersten Südwesten Indiens im heutigen Bundesstaat Kerala. In Travancore galt der Malayalam-Kalender (Jahr 1 nach Malayalam-Zeitrechnung = Jahr 826 n. Chr.)

## Geschichte
Das Hindufürstentum Travancore entstand etwa 1100 in der Nachfolge des alten Cheralam-Reiches. Die Herrscherdynastie von Travancore entstammte ursprünglich dem kleinen Ort Tiruvithancode (der Name Travancore ist eine Verballhornung von Tiruvithancode). Von 1550 bis 1750 war Padmanabhapuram die Hauptstadt Travancores, ab 1750 dann Trivandrum (Thiruvananthapuram). 1795/1805–1947 war Travancore britisches Protektorat (siehe Geschichte Indiens und Britisch-Indien). Die Rajas verehrten Padmanabha („er mit dem Lotusnabel“), eine Erscheinungsform des Hindu-Gottes Vishnu, als Familiengottheit und regierten nominell als „Diener Padmanabhas“ (Padmanabhadasa). Rama Varma IV. (1866–1880) wurde zum Maharadscha erhoben. Am 1. Juli 1949 bildete Travancore mit Cochin die Föderation Travancore-Cochin und vollzog den Anschluss an Indien. Am 1. November 1956 wurden die Fürstentümer aufgehoben und der Staat mit dem Distrikt Malabar des Staates Madras zum neuen Bundesstaat Kerala zusammengeschlossen. Der äußerste Süden wurde als Distrikt Kanyakumari dem Bundesstaat Madras (seit 1969 Tamil Nadu) eingegliedert.
Der Staat hatte 1941 eine Fläche von 19.748 km² und 5,9 Millionen Einwohner. Das Fürstentum hatte eine eigene Staatspost, die ab 1888 Briefmarken herausgab.
Zwischen 1741 und 1777 war der gefangene Flame Eustachius de Lannoy Oberbefehlshaber der Armee von Travancore. Die territorielle Konsolidierung und Expansion des Staates in jener Epoche ist wesentlich auf ihn zurückzuführen.